# Skeet Shoot
Skeet Shoot är ett sportspel av Games by Apollo till konsolen Atari 2600. Spelare kontrollerar en skytt som ska träffa lerduvor. Ett tvåspelarläge finns där spelarna turas om. Spelet utvecklades av programmeraren Ed Salvo i hans hem i Iowa och köptes av Pat Roper för utgivning i december 1981 under det nybildade företaget Apollo. Trots negativa recensioner blev spelet en ekonomisk framgång och ledde till en fortsättning för Salvo inom företaget, där han blev Director of Development.  

## Spelupplägg

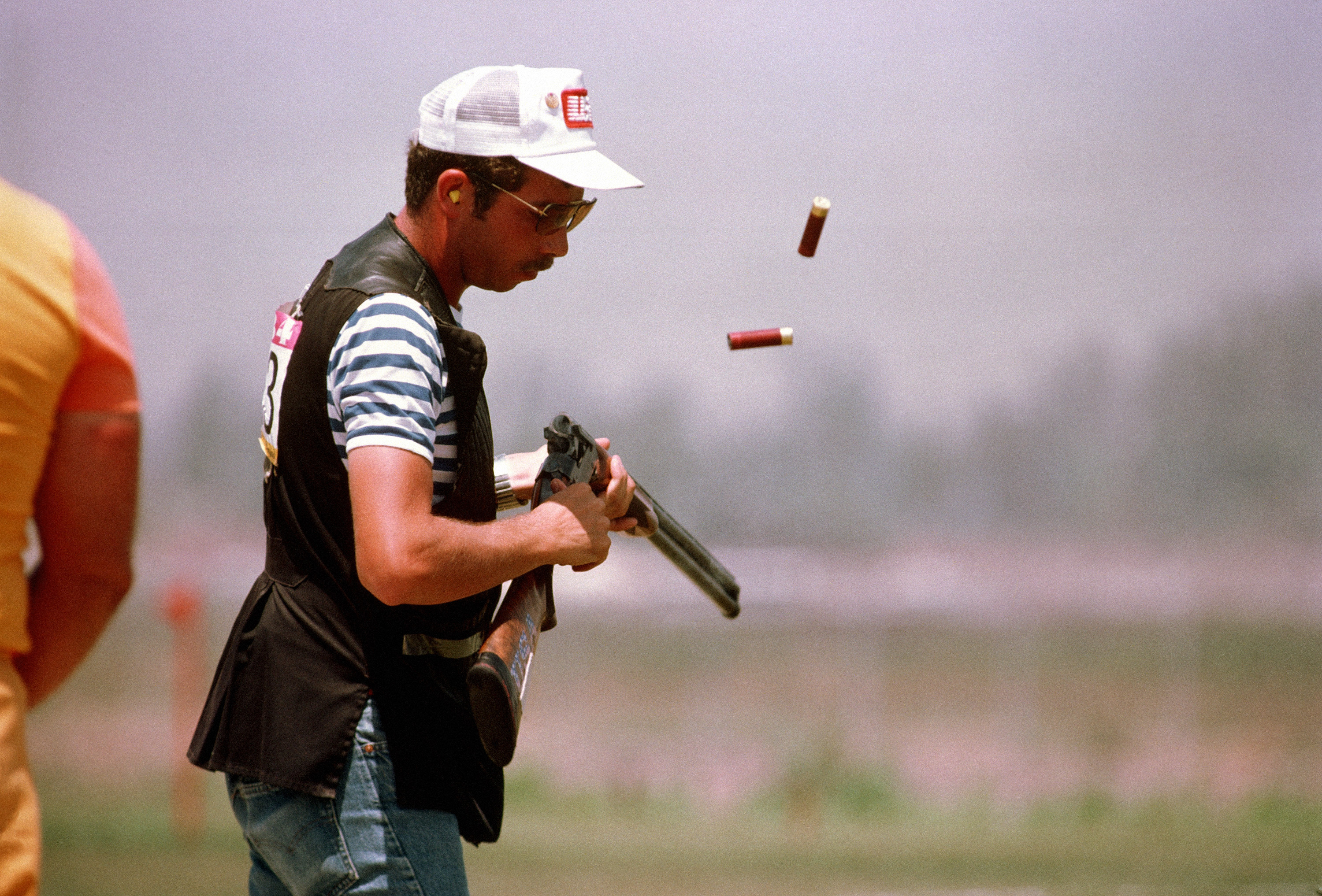
I Skeet Shoot tävlar spelaren i lerduveskytte. På bilden syns Matthew Dryke under OS 1984 i Los Angeles

Spelaren styr en skytt som skjuter lerduvor. Genom att trycka ner knappen på kontrollen skickas en duva ut och när knappen åter trycks ner avlossas skotten. Gevärets vinkel ändras genom att röra joysticken. Ett poäng erhålles om kulan träffar lerduvan. Svårighetsgraden varierar via hastigheten på duvorna.
Alternativen i tvåspelarläget aktiveras genom att modifiera konsolens inställningar kring svårighetsgrad. Det finns en turbaserad version där spelarna skiftas om att skjuta lerduvorna, och en annan som innebär att en spelare skjuter medan den andra kontrollerar vinkeln på de flygande duvorna. Andra varianter som kan ändras är positionen på skytten och vilken riktning som lerduvorna kommer in i skärmen ifrån.

## Utveckling
Ed Salvo utvecklade Skeet Shoot självständigt. Salvo hade lärt sig själv programmera till Atari 2600 efter att ha införskaffat en Atari 800. Försäljaren ville ha en flygsimulator till 2600 och kontrakterade Salvo för att göra en. Spelet släpptes aldrig då försäljaren hade tappat intresse. Enligt Salvo tog utvecklingen av Skeet Shoot omkring en månad att färdigställa, han jobbade med det under nätter i sitt hem. Efter att han fått en tidningsannons av en vän angående en nybildad spelstudio, Games by Apollo, som sökte programmerare, kontaktade han Apollo-grundaren Pat Roper och visade honom Skeet Shoot. Roper beslöt att spelet var tillräckligt bra för en debut. Han erbjöd Salvo ett jobb på Apollo, som Salvo avböjde då han trodde det skulle bli för riskabelt. När Salvo återvände till sitt hem i Iowa kontaktade Roper honom och sade att han skulle köpa Skeet Shoot för $5000, som Salvo gick med på.
Skeet Shoot hade fortfarande glitchar när det gavs ut, en fick bilden att vändas vertikalt. Salvo drog lärdom av problemet och åtgärdade det och de enda spelkassetter som har buggen är europeiska versioner.

## Utgivning och mottagande
Spelet släpptes av Apollo i december 1981. Recensionerna var negativa, något som Emmit Crawford, publicist på Apollo, var medveten om. Crawford trodde att anledningen till att människor inte gillade Skeet Shoot var på grund av att det inte tillhandahöll en tillräcklig utmaning för de flesta spelarna och att företaget hade distribuerat det för hastigt. Han sade senare att "Sammantaget, var Skeet Shoot inte ett spektakulärt spel att börja med." Trots den mindre goda publiciteten sålde spelet väldigt bra.
| Mottagande      | Mottagande      |
| Recensionsbetyg | Recensionsbetyg |
| Publikation     | Betyg           |
| --------------- | --------------- |
| Allgame         | [ 1 ]           |

Författaren Brett Alan Weiss skrev att Skeet Shoot var ett "grafiskt primitivt spel" och sade att de skrala kontrollerana och svårighetsnivån gjorde spelet "praktiskt taget värdelöst". En skribent för Atari HQ kallade det ett mediokert spel. Lee Peppas på A.N.A.L.O.G. anmärkte att "Atari & Activision har inget att frukta i grafiken på detta första släpp." TV Gamer menade att det var ett av de sämsta spelen till systemet, och kommenterade att det var tråkigt och kritiserade att det var svårt att träffa målet. Mark Androvich på Classic Gamer Magazine skrev i liknande ordalag "Games by Apollo släppte ett par hyggliga spel innan de blev bankrutt, men du skulle aldrig ha gissat att någon på företaget visste att programmera Atari 2600 med tanke på deras debutspel." Androvich menade att medan spelet gick att spela, var det inte "ett stag i rätt riktning" för Apollo.

## Eftermäle
Efter Skeet Shoot skrev Salvo ett kontrakt som ledde till skapandet av spelet Spacechase. Salvo blev sedermera Director of Development på Apollo och fick uppgiften att anställa 25 programmerare för att jobba på Apollos spel. Företaget kom att ge ut sju andra spel efter Skeet Shoot. Ett år senare, den 12 november 1982, lämnade dock studion in ansökan om konkurs efter påtryckningar från dess reklambyrå Benton & Bowles. Apollo var skyldigt företaget $2,5 miljoner, hälften av dess totala skuld. Trots att grundaren Pat Roper antog att Apollo skulle komma tillbaka i "mindre form", upphörde företaget 1983 efter att försök till omorganisation misslyckats.